# 지아이파르스도마뱀붙이
지아이파르스도마뱀붙이(Parsigecko ziaiei)는 파르시게코(Parsigecko), 지아이 파르스게코(Ziaie's Pars-gecko)라고 불리며, 도마뱀붙이과에 속한 단형속이다. 이란 남부에 서식한다.

## 형태
임신한 성체 암컷은 주둥이부터 항문까지 3.9cm, 몸은 1.8cm이었으며 주둥이가 길쭉하다. 꼬리는 끊어진 뒤 재생되었으며, 몸보다 길고, 윗부분의 꼬리비늘이 부드럽고 각 환절의 양 옆에 크게 용골진 비늘이 나있다. 총배출강 앞부분에는 크고 긴 비늘들이 곡선형의 한 줄을 이루어 나있었으며, 수컷은 항문전공(precloacal pore)이 있다.
지아이파르스의 홍채는 노란색, 회색이며, 동공은 세로로 찢어져있고 테두리는 노란색이다. 정수리는 크림색 바탕에 짙은 갈색 작은 점들이 많이 나있다 머리의 옆부분은 초콜릿색 줄무늬가 눈에서 뻗어나가 옆부분을 가로지르며, 머리 뒤에서 서로 이어진다. 몸은 갈색으로 얼룩져있으며, 윗부분은 노란빛 크림색에 7-8 개의 독특한 갈색 가로줄무늬가 나있고, 옆구리는 무늬가 없이 밝은 분홍빛 황갈색을 띈다. 사지는 분홍빛 황갈색 바탕에 독특한 갈색 얼룩, 크림색 반점이 나있다. 꼬리는 노란색 바탕에 여섯 개의 뚜렷한 갈색 반원형 줄무늬가 나있으며, 줄무늬 사이의 간격의 폭이 줄무늬의 폭보다 넓다. 재생된 꼬리는 갈색 바탕에 크림색 반점무늬가 나있다. 밑면은 밝은 분홍색에서 흰색을 띈다.
파르스도마뱀붙이속은 다음과 같은 특징들을 통해 도마뱀붙이과에 속한 다른 속들과 구별할 수 있다: 등의 비늘이 부드럽고 자잘하며 크기가 거의 비슷하고 결절이 없고 서로 겹치지 않으며, 꼬리의 각 환절(annulus)의 양 옆에 하나씩 크게 용골진(keeled) 비늘이 나있다. 등에 결절이 없다는 점에서 다른 휜가락도마뱀붙이류와 구별되며, 꼬리옆비늘(lateral caudal scale)이 크고, 한 줄의 큰 꼬리버금비늘(subcaudal scale)이 나있다는 점에서 작은도마뱀붙이속(en:Microgecko)과 구별된다.

## 분류
이 속, 종은 2015년에 수집한 임신한 암컷 두 마리를 바탕으로 2016년에 최초로 기술되었다. 모식지는 이란 호로모즈간주 자킨(en:Zakin) 북부의, 고도 1,596m의 코흐어호마그(Koh-e Homag)보호구역이다.
속명은 이란의 옛 이름이자 이란 남동부를 중심으로 발호한 페르시아제국의 중심지를 의미하는 "Pars"에서 유래하였다. 종명은 테헤란 북부 이슬람아자드대학교(:en:Islamic Azad University)의 강사이자 생태학자이며, 환경부(:en:Department of Environment (Iran))의 세 도청(provincial office)의 전 책임자 후샹 지아이(Hooshang Ziaie)를 "이란의 야생동물 보전에 대한 그의 주목할만하고 돋보이는 노력을 인정하여" 기린 것이다.

## 분포와 서식지
지아이파르스도마뱀붙이는 이란 자힌 북쪽의 모식지에만 분포하는 것으로 알려져있으며 지면에서 살아간다. 모식표본과 부모식표본(en:paratype)은 누보신디아(Nubo-Sindia) 사막, 반사막 서식지의 자그로스산맥 삼림 스텝지대의 가파른 비탈에서 수집되었다. Prunus scoparia (mountain almond shrubs), Pistacia atlantica (wild pistachio trees), Dodonaea viscosa (clammy hop seed bush), Astragalus fasciculifolius (milk vetch) 따위의 식물들과 밀접한 관련이 있다.

## 생태
각각의 임신한 암컷은 지름 8 - 10 mm 정도의 알을 하나 낳는다. 늦은 봄에 산란하는 것으로 보인다.
지아이파르스는 Eublepharis angramainyu, Cyrtopodion kirmanense, Hemidactylus persicus, Microgecko persicus 등의 다른 도마뱀붙이류와 같은 서식지를 공유한다.